# Consejo Internacional de la Danza
El Consejo Internacional de la Danza (CID, por sus siglas en francés: Conseil International de la Danse) es una ONG fundada en 1973 dentro de la sede de la UNESCO en París. Es la organización oficial que agrupa a todas las formas de danza de todos los países del mundo. Es reconocida por gobiernos nacionales y locales, organizaciones internacionales e instituciones públicas y privadas.
Su presidente actual es el doctor Alkis Raftis.

## Características

Bandera de UNESCO, socio del CID

El CID es una organización paraguas que auspicia todas las formas de danza. Es estrictamente no comercial y gobernado de manera democrática.

## Miembros
El CID es una organización abierta a membresías tanto de carácter institucional (federaciones, escuelas, compañías, festivales) como de carácter individual (coreógrafos, educadores, historiadores de la danza, críticos). Actualmente cuenta con miembros en más de 170 países.